# Siff
Siff (født Viktoria Siff Emelie Hansen; 13. februar 1980 i Aarhus) er en dansk singer-songwriter, sanger og vokal-coach.

## Karriere
I 2006 udgav Viktoria sit soloalbum 'Lost My Balance' som fik skarp kritik med på vejen i Skandinavien. Den legendariske producer Barry Blue kom i kontakt med Vikatoria og skrev pladekontrakt i hans selskab Frontline Music i 2006.
For at forbedre vokalteknikken startede Viktoria i 2007 på Complete Vocal Institue i København, hvor Cathrine Sadolin var coach.
I 2010 flyttede Viktoria til London, og har siden da skrevet sange med blandt andet Gary Barlow, Steve Robson og Harry Sommerdahl.
Hun har haft to store hits i Storbritannien i 2010. Girls Can't Catch med 'Echo' som blev udgivet på Polydor Records i januar 2010, gik straks ind som nummer 19 på den engelske singlehitliste og 'Candy' med Aggro Santos featuring Kimberly Wyatt i maj 2010 opnåede nummer 5 på singlehitlisten i Storbritannien, og var i alt i top 40 i 11 uger. I alt har 'Candy' opnået over 220.000 downloads, og sangen blev blandt andet brugt i filmen Street Dance 3D.
Viktoria medvirkede desuden på Alexander Browns megahit "Tættere på" i 2012.

## Diskografi

### Albums
- "Lost my balance" (2006)

#### Som featuring artist
- "Tættere på" (Alexander Brown feat. Siff) (2012)
- "Something beautiful" (Alexander Brown feat. Siff) (2014)
- "Fire in the sky" (Negash Ali feat. Siff) (2014)
- "Say My Name" (Kongsted feat. Siff) (2017)